# Премія Чарлза Старка Дрейпера
Пре́мія Ча́рлза Ста́рка Дре́йпера (англ. Charles Stark Draper Prize) — одна з премій, яку присуджує Національна інженерна академія США. Нею нагороджують за значні інженерні досягнення, що зробили значний вплив на суспільство, а також привели до покращення якості життя та/або полегшили доступ до інформації. Премія отримала назву на честь американського науковця та інженера Чарлза Старка Дрейпера, якого часто називають «батьком інерційної навігації».
Розмір премії становить $500 000 (станом на січень 2020). Ця премія не вручалась у 2010, 2017, 2019 роках.

## Лауреати премії
| Рік  | Лауреат                                                               | Обгрунтування нагороди |
| ---- | --------------------------------------------------------------------- | --- |
| 1989 | Джек Кілбі Роберт Нойс                                                | «За створення монолітної інтегральної схеми, незалежно один від одного» Оригінальний текст (англ.) [«For their independent development of the monolithic integrated circuit»] Помилка: {{Lang}}: не вказано код мови (допомога) |
| 1991 | Френк Віттл Ганс фон Огайн                                            | «За створення турбореактивного двигуна, незалежно один від одного» Оригінальний текст (англ.) [«For their independent development of the turbojet engine»] Помилка: {{Lang}}: не вказано код мови (допомога) |
| 1993 | Джон Бекус                                                            | «За створення Фортрану, першої комп'ютерної мови високого рівня загального призначення, що набула широкого використання» Оригінальний текст (англ.) [«For his development of FORTRAN, the first widely used, general purpose, high-level computer language»] Помилка: {{Lang}}: не вказано код мови (допомога) |
| 1995 | Джон Пірс Гарольд Розен                                               | «За розробку спутникової комунікаційної технології» Оригінальний текст (англ.) [«For their development of communication satellite technology»] Помилка: {{Lang}}: не вказано код мови (допомога) |
| 1997 | Владімір Гензель                                                      | «За винайдення процесу Платформінгу.» Оригінальний текст (англ.) [«For his invention of the PlatformingTM process.»] Помилка: {{Lang}}: не вказано код мови (допомога) |
| 1999 | Чарльз Као Роберт Маурер Джон Макчесні                                | «За ідею та винахід оптичного волокна для зв'язку та для розвитку виробничих процесів, які зробили можливою революцію телекомунікацій» Оригінальний текст (англ.) [«For the conception and invention of optical fiber for communications and for the development of manufacturing processes that made the telecommunications revolution possible»] Помилка: {{Lang}}: не вказано код мови (допомога) |
| 2001 | Вінтон Серф Роберт Елліот Кан Леонард Кляйнрок Лоуренс Робертс        | «За розвиток Інтернету» Оригінальний текст (англ.) [«For the development of the Internet»] Помилка: {{Lang}}: не вказано код мови (допомога) |
| 2002 | Роберт Ленджер                                                        | «За біоінженерію революційної медичної системи доставки ліків» Оригінальний текст (англ.) [«For the bioengineering of revolutionary medical drug delivery systems»] Помилка: {{Lang}}: не вказано код мови (допомога) |
| 2003 | Айван Геттінг Бредфорд Паркінсон                                      | «За концепцію та розвиток системи глобального позиціонування (GPS)» Оригінальний текст (англ.) [«For the concept and development of the Global Positioning System (GPS)»] Помилка: {{Lang}}: не вказано код мови (допомога) |
| 2004 | Алан Кей Батлер Лемпсон Роберт Тейлор Чарльз Текер                    | «Для бачення, концепцію та розвиток перших практичних мережевих персональних комп'ютерів» Оригінальний текст (англ.) [«For the vision, conception, and development of the first practical networked personal computers»] Помилка: {{Lang}}: не вказано код мови (допомога) |
| 2005 | Мінору Аракі Френсіс Медден Едвард Міллер Джеймс Пламмер Дон Шосслер  | «За проєктування, розробку та запуск супутника „Корона“, першої системи спостереження Землі з космосу» Оригінальний текст (англ.) [«For the design, development, and operation of Corona, the first space-based Earth observation system»] Помилка: {{Lang}}: не вказано код мови (допомога) |
| 2006 | Віллард Бойл Джордж Сміт                                              | «За винахід ПЗЗ-матриць (CCD), головних світлочутливих компонентів цифрових камер та інших поширених систем обробки зображень» Оригінальний текст (англ.) [«For the invention of the Charge-Coupled Device (CCD), a light-sensitive component at the heart of digital cameras and other widely used imaging technologies»] Помилка: {{Lang}}: не вказано код мови (допомога) |
| 2007 | Тім Бернерс-Лі                                                        | «За розробку World Wide Web» Оригінальний текст (англ.) [«For developing the World Wide Web»] Помилка: {{Lang}}: не вказано код мови (допомога) |
| 2008 | Рудольф Калман                                                        | «За розробку та запровадження алгоритму оптимального оцінювання стану системи (відомого як Фільтр Калмана), що широко використовується для керування широким спектром побутових, медичних, комерційних та оборонних виробів» Оригінальний текст (англ.) [«For the development and dissemination of the optimal digital technique (known as the Kalman Filter) that is pervasively used to control a vast array of consumer, health, commercial and defense products»] Помилка: {{Lang}}: не вказано код мови (допомога) |
| 2009 | Роберт Деннард                                                        | «За винахід і внесок у розробку динамічної пам'яті з довільним доступом (DRAM), що універсально використовується у комп'ютерах та інших системах обробки даних та комунікацій» Оригінальний текст (англ.) [«For his invention and contributions to the development of Dynamic Random Access Memory (DRAM), used universally in computers and other data processing and communication systems»] Помилка: {{Lang}}: не вказано код мови (допомога)                                                                        |
| 2011 | Френсіс Арнольд Віллем Стеммер                                        | «За розробку методу керованої еволюції, що використовується у всьому світі для створення нових ферментів та біокаталітичних процесів для фармацевтичної та хімічної продукції» Оригінальний текст (англ.) [«For directed evolution, a method used worldwide for engineering novel enzymes and biocatalytic processes for pharmaceutical and chemical products»] Помилка: {{Lang}}: не вказано код мови (допомога) |
| 2012 | Джордж Гейлмеєр Вольфганг Гелфріх Мартін Шадт Пітер Броуді            | «За інженерну розробку рідиннокристалічного дисплея (LCD), який використовується у мільярдах побутових та професійних пристроїв» Оригінальний текст (англ.) [«For the engineering development of the Liquid Crystal Display (LCD) utilized in billions of consumer and professional devices.»] Помилка: {{Lang}}: не вказано код мови (допомога) |
| 2013 | Мартін Купер Джоел Енгель Річард Френкель Томас Гауґ Йошігіса Окумура | «За їхній піонерський внесок у перші стільникові телефонні мережі світу» Оригінальний текст (англ.) [«For their pioneering contributions to the world's first cellular telephone networks»] Помилка: {{Lang}}: не вказано код мови (допомога) |
| 2014 | Джон Гудінаф Yoshio Nishi Рашид Язамі Йосіно Акіра                    | «За інженерну розробку літій-іонної акумуляторної батареї, що уможливила виробництво компактних та легких мобільних пристроїв» Оригінальний текст (англ.) [«For engineering the rechargeable lithium-ion battery that enables compact, lightweight mobile devices»] Помилка: {{Lang}}: не вказано код мови (допомога) |
| 2015 | Акасакі Ісаму Джоррдж Крафорд Рассел Дюпюї Нік Голоняк Накамура Сюдзі | «За винахід, розробку та комерціалізацію матеріалів і технологій світло діодів (LEDs)» Оригінальний текст (англ.) [«For the invention, development, and commercialization of materials and processes for light-emitting diodes (LEDs)»] Помилка: {{Lang}}: не вказано код мови (допомога) |
| 2016 | Ендрю Вітербі                                                         | «За розробку алгоритму Вітербі та його трансформаційний вплив на цифровий бездротовий зв'язок, а також його істотне застосування у розпізнаванні та синтезі мовлення та в біоінформатиці» Оригінальний текст (англ.) [«For development of the Viterbi algorithm, its transformational impact on digital wireless communications, and its significant applications in speech recognition and synthesis and in bioinformatics»] Помилка: {{Lang}}: не вказано код мови (допомога)                                         |
| 2018 | Б'ярн Страуструп                                                      | «За концептуалізацію та розробку мови програмування C ++» Оригінальний текст (англ.) [«For conceptualizing and developing the C++ programming language»] Помилка: {{Lang}}: не вказано код мови (допомога) |
| 2020 | Жан Фреше Ґрант Вільсон                                               | «За винахід, розробку та комерціалізацію хімічно підсилених матеріалів для мікро- і нанопродукції, що дозволило екстремально мініатюризувати мікроелектронні пристрої» Оригінальний текст (англ.) [«For the invention, development, and commercialization of chemically amplified materials for micro- and nanofabrication, enabling the extreme miniaturization of microelectronic devices»] Помилка: {{Lang}}: не вказано код мови (допомога)                                                                         |
| 2022 | Стів Фербер Джон Геннесі Девід Паттерсон Софі Вілсон                  | «За внесок у винайдення, розробку та реалізацію мікросхем комп'ютера зі скороченим набором інструкцій (RISC)» Оригінальний текст (англ.) [«For contributions to the invention, development, and implementation of reduced instruction set computer (RISC) chips»] Помилка: {{Lang}}: не вказано код мови (допомога) |
| 2024 | Стюарт Паркін                                                         | «За розробку технологій спінтроніки, що дозволяють зберігати цифрову інформацію, яка є основою для сучасного світу, керованого даними» Оригінальний текст (англ.) [«For engineering spintronic technologies, enabling digital information storage that serves as a foundation for today’s data-driven world»] Помилка: {{Lang}}: не вказано код мови (допомога) |